# Marina Lavalle
Marina Lavalle é uma telenovela mexicana, produzida pela Televisa e exibida em 1965 pelo Telesistema Mexicano.

## Elenco
- María Rivas
- Enrique Aguilar
- Narciso Busquets
- Guillermo Zetina
- Héctor Andremar
- Magda Guzmán
- Eva Calvo
- María Teresa Rivas
- Fernando Luján
- Lupita Lara